# Emilian Wojucki

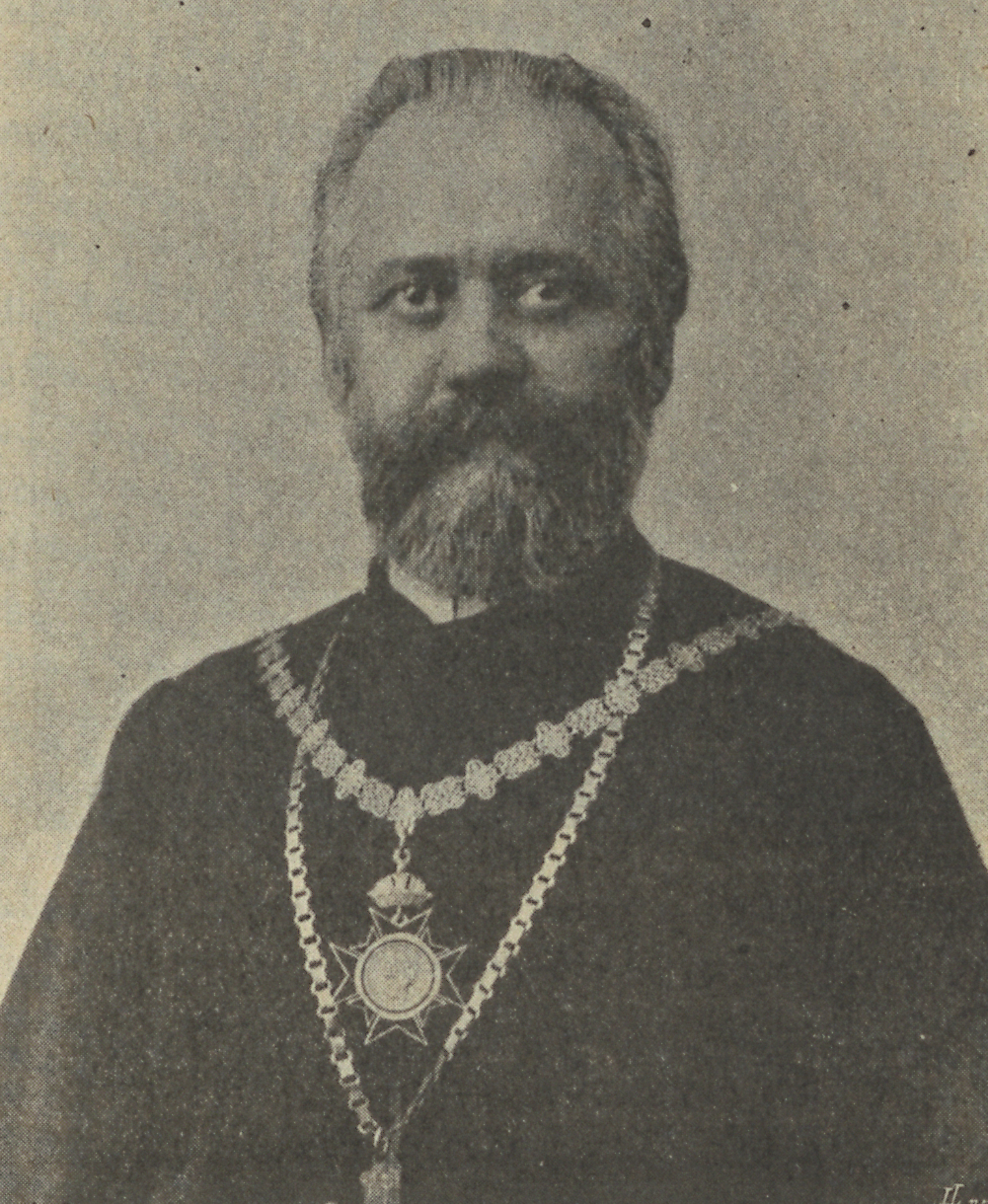
Emilian Wojucki

Emilian Wojucki (* 31. März 1850 in Czernowitz, Bukowina; † 6. Dezember 1920 ebenda) war ein rumänischer griechisch-orientalischer Moraltheologe und Priester in Czernowitz.

## Leben
Als Sohn eines griechisch-orthodoxen Kreisamtskanzlisten studierte Wojucki 1870–1874 an der Franz-Josephs-Universität Czernowitz griechisch-orientalische Theologie. Anschließend hörte er Altes Testament und orientalische Sprachen an der Universität Wien (1875/76), der Universität Innsbruck (1876/77) und der Kaiser-Wilhelms-Universität Straßburg. 1881 war er der erste Dr. theol. an der neu errichteten Theologischen Fakultät in Czernowitz. 1878–1891 fungierte Wojucki als Studienpräfekt am griechisch-orientalischen Priesterseminar in Czernowitz. Ab 1881 lehrte er Moraltheologie an der Theologischen Fakultät. Im selben Jahr erfolgte seine Priesterweihe. Seit 1884 a.o. Professor, kam er 1888 für 32 Jahre auf den Lehrstuhl für Moraltheologie. 1888–1900 war er zudem Lehrbeauftragter für Altes Testament. Wiederholt war er Dekan der Theologischen Fakultät. Für die akademischen Jahre 1892/93 und 1901/02 wurde er zum Rektor der Franz-Josephs-Universität gewählt. In der ersten Rektoratsrede am 4. Oktober 1892 befasste er sich mit Aberglaube. Die zweite am 2. Dezember 1901 war der Frauenemanzipation gewidmet. 1894–1910 betreute er als Redakteur die kirchlich-literarische Zeitschrift Candela, für die er auch selbst zahlreiche Artikel verfasste. Für die Diözese der Bukowina und Dalmatiens stand er zeitweise der erzbischöflichen Druckerei vor. Er wirkte als erzbischöflicher Schulinspektor und Metropolitanrat. Wojucki gehörte zur ersten Generation akademisch gebildeter orthodoxer Theologen im rumänischsprachigen Raum. Er publizierte viel zur Moraltheologie, zum Alten Testament und zur Homiletik. Seine  Einführung in die orthodoxe Moraltheologie gilt als Pionierarbeit. Als erster orthodoxer Theologe betonte er die Bedeutung des Masoretischen Textes. Damit brach er die traditionelle Ausrichtung der orthodoxen Exegese des Alten Testaments nach der Septuaginta. Er sprach sich gegen die „ungerechte Unterdrückung“ der Frau aus, die in Widerspruch zu „der christlich-sittlichen Weltordnung“ stehe; eine politische und akademische Frauenemanzipation hielt er aber für unangemessen.

## Werke
- Die Wiederverehelichung der Priester in der morgenländischen Kirche : Einzige autorisierte Übersetzung von Octavian Isopescul. Mainz 1908.